# جيمس فلويد سميث
جيمس فلويد سميث (بالإنجليزية: James Floyd Smith)‏ هو طيار أمريكي، ولد في 17 أكتوبر 1884، وتوفي في 18 أبريل 1956.